# Pedicia fimbriatula
Pedicia fimbriatula är en tvåvingeart som beskrevs av Alexander 1953. Pedicia fimbriatula ingår i släktet Pedicia och familjen hårögonharkrankar. Inga underarter finns listade i Catalogue of Life.